# Pont Stung Treng
Le pont Prek Kdam est un pont traversant le Mékong à Stung Treng, Stung Treng, au Cambodge; c'est le sixième pont de l'amitié Chine-Cambodge.